# Rättvist miljöutrymme
Rättvist miljöutrymme menas den mängd resurser som kan användas för ett lands befolkning – utan att man tvingar andra människor i världen att nöja sig med mindre och utan att förstöra miljön. Begreppet myntades av Friends of the Earth inför Rio-konferensen 1992. Friends of the Earth i Europa tog fram miljöutrymmesberäkningar för Europa. De följdes upp av Jordens Vänner genom miljöutrymmesberäkningar för Sverige, presenterade i en rapport 1997. En ny rapport kom 2011 
Rättvist miljöutrymme visar hur resursanvändningen i en hållbar och rättvis värld skulle kunna se ut. I ytterligare en rapport har Jordens Vänner beskrivit hur svenska kommuner kan arbeta för Rättvist miljöutrymme. 
Ingen av de två termerna, Rättvist och Miljöutrymme, kan ges en exakt definition. Miljöutrymmet kan sägas vara den förbrukning av naturresurser och de därmed sammanhängande utsläpp som kan vara acceptabel, utan att äventyra den biologiska mångfalden eller framtida generationers möjligheter att försörja sig. Rättvisan innebär att varje land eller region har rätt till samma miljöutrymme, räknat som genomsnitt per invånare, men kan också behöva anpassas till de olika förutsättningarna i olika länder. Genom den orättvisa fördelningen och det ohållbara utnyttjandet av miljöutrymmet har människor i de rika Västländerna genom åren byggt upp en ekologisk  skuld. Det kan sägas vara en skuld till framtida generationer vars miljöutrymme vi har begränsats genom rovdrift på naturresurserna. Det är också en skuld till människor i andra delar av världen som genom den orättvisa fördelningen har berövat sin rättmätiga del av miljöutrymmet.